# Habitatge al carrer de Baix, 46 (Castellterçol)
L'Habitatge al carrer de Baix, 46 és una obra de Castellterçol (Moianès) inclosa a l'Inventari del Patrimoni Arquitectònic de Catalunya.

## Descripció
Casa entre parets mitgeres amb coberta a dues vessants. Consta de planta baixa, pis i golfes. El portal d'entrada és un arc de mig punt adovellat i al damunt hi ha una finestra quadrada amb llinda elaborada amb carreus de pedra.

## Història
Al segle xvii, amb el floriment econòmic del gremi dels peraires i del negoci de la neu, la població va experimentar una notable creixença.